# Марки и коллекционер
«Ма́рки и коллекционе́р» (в оригинальном написании — Марки и Коллекціонеръ; нем. Marken und Kollektioneur) — один из ранних специализированных филателистических журналов Российской империи, издававшийся в Санкт-Петербурге в 1903—1910 годах. Печатался редактором-издателем Ю. Штауфом на русском и немецком языках.

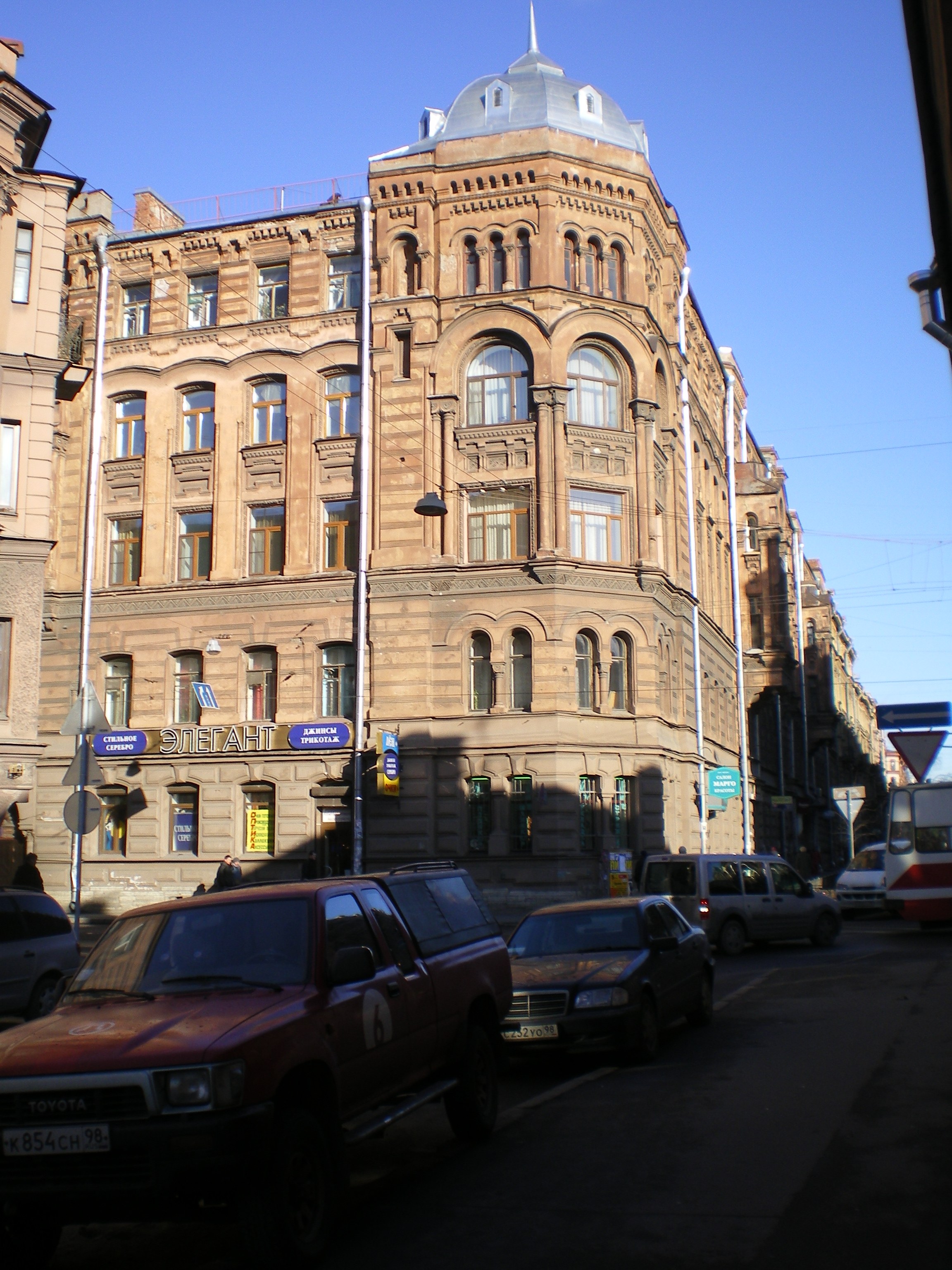
Угол улицы Пушкинской, 19 и Кузнечного переулка, 16, вблизи которого находились типография Ю. Штауфа (Кузнечный пер., 14) и редакция журнала (Пушкинская, 17 и 13)

## История
Журнал «Марки и коллекционер» был ежемесячным справочным журналом для собирателей почтовых марок и открытых писем. Сначала, в 1903 году, он выходил два раза в месяц, а с 1904 года — ежемесячно. Как отмечалось в его подзаголовке, это был «первый русско-немецкий филателистический журнал». Публиковался в Санкт-Петербурге с сентября 1903 года прусским подданным Юлиусом Штауфом (нем. Emil Ferdinand Julius Stauff; 29 июня 1850 — 8 (21) марта 1911), хозяином типографии в Кузнечном переулке, 18. При этом редакция журнала располагалась совсем рядом с типографией — первоначально на улице Пушкинской, 17, а с августа 1904 года — по адресу: ул. Пушкинская, 13, кв. 21.
Текст журнала печатался одновременно на русском и немецком языках. Объём издания был восемь страниц половинного формата; стоимость подписки — 80 копеек в год. Журнал имел главным образом справочный характер и содержал актуальную информацию по следующим темам:
- новинки марок в мире,
- найденные фальсификаты,
- биографии и некрологи известных зарубежных филателистов,
- сведения о зарубежных филателистических выставках,
- множество различных объявлений.

В таком почти неизменном виде журнал выходил до 1910 года включительно; его последние номера были сдвоенными.